# 2023年港鐵黃大仙站水浸事故
2023年港鐵黃大仙站水浸事故，是指2023年9月7日深夜，黃大仙站出入口的樓梯及扶手電梯有大量雨水湧進車站大堂、月台、路軌甚至行車隧道而導致內澇的事故。港鐵於凌晨約12時宣佈黃大仙站需要關閉，期間觀塘綫列車不停黃大仙站；其後亦在凌晨約12時30分宣佈觀塘綫黃埔站至觀塘站的列車服務暫停，黃大仙站更需全日關閉以進行清理和復修工作。
本事故是香港地鐵開通40多年以來首次涉及行車隧道水浸，也是黃大仙站首次因車站嚴重水浸而需關閉，同時也是自2014年後黃大仙站第二宗因暴雨而導致車站水浸的事故。

## 背景
2023年9月7日，香港受到熱帶氣旋海葵其殘餘相關的低壓槽影響而出現暴雨，香港天文台於深夜11時05分發出黑色暴雨警告信號。黑色暴雨警告生效期間，香港多區出現嚴重水浸的情況，包括九龍、新界東北及港島東區也出現水浸。

## 經過

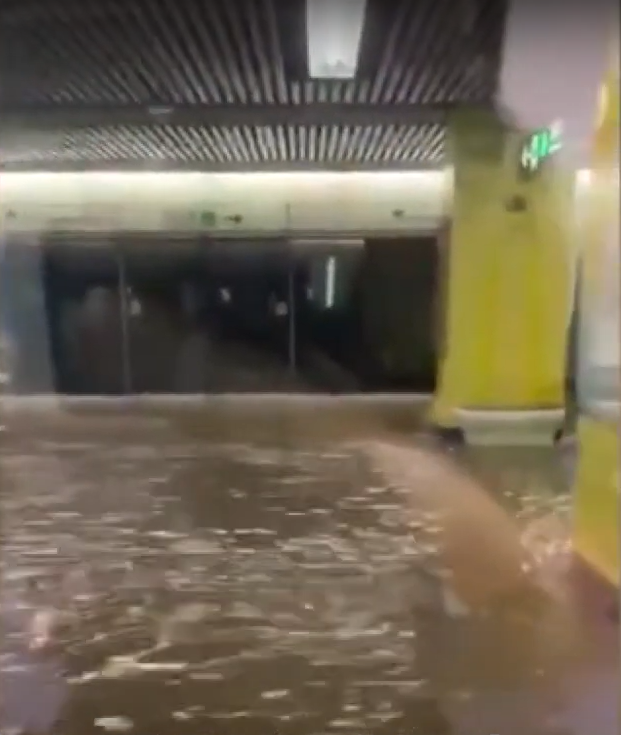
大量雨水湧入黃大仙站月台，使月台嚴重水浸

當天晚上10-11時，開始有大量雨水沿著黃大仙站沙田坳道出口湧入車站大堂，同時有市民嘗試沿出入口進入黃大仙站。其後洪水湧入月台，有市民在車廂內拍攝月台的情況，當時的水位已經達到膝蓋的位置，列車到達後並沒有打開車門，並稍為停留幾秒鐘後直接駛向鑽石山站，有港鐵職員在月台上了解情況，洪水更加湧入路軌範圍。
直至晚上12時，港鐵正式關閉黃大仙站，隨後進一步暫停黃埔站至觀塘站的列車服務，要求乘客離開車站。
凌晨近3時，再有市民拍攝黃大仙站內最新情況的影片，拍攝者穿着拖鞋，經扶手電梯緩緩向下走至站內大堂，可見電梯已沒有雨水湧下，不似早前般形如瀑布，只留下泥巴及枯葉，警察「雪糕筒」被沖入站內，有雨傘不堪大雨及洪水沖刷已剩下傘架，亦有木椅離奇出現在大堂，卡在欄杆之間，而大堂的黃泥水仍未清理，站內警鐘長響。他之後經扶手電梯返回黃大仙站出入口，可見出入口地面遍地泥濘。拍攝者其後經C2出口離開，站外仍然下大雨，隨後陸續有大批穿戴頭盔、反光衣等的港鐵維修人員冒雨到場，並手持鐵圍欄，相信是要加緊清理及維修。
9月9日，黃大仙站重開，然而在早上9時40分，一列觀塘綫列車進入黃大仙站一號月台時，車長發現隧道架空電纜位置有輕微火花，經車務控制中心協調後，再次暫停觀塘綫石硤尾至彩虹站的列車服務，期間黃大仙站內響起警報聲，港鐵職員緊急疏散現場約120名乘客及大堂商戶，其後有消防員及警員到場並進入月台視察，經檢查及完成臨時修復後，列車服務於下午1時50分回復正常，黃大仙站再次重開。
9月10日，港鐵表示由於黃大仙站被水浸毀壞的設施修復工作需時，B3出入口仍需關閉，預計排隊出入閘及候車時間可能較長，呼籲乘客為行程預留充裕時間。而除了連接D1出入口與車站大堂的升降機已恢復服務外，其他升降機及扶手電梯暫停服務，呼籲市民在可行的情況下，盡量使用樂富站或鑽石山站乘搭觀塘綫。另外，站內的部分月台幕門已回復正常運作，其餘月台幕門仍會維持打開直至完成修復，提醒乘客要注意安全，留意車站職員指示。

## 影響
由於大量雨水湧入黃大仙站及其隧道路段，加上石硤尾站至鑽石山站之間沒有路軌可供列車掉頭，港鐵於9月8日宣佈由頭班車開始，觀塘綫石硤尾站至彩虹站暫停服務，來往黃埔站至石硤尾站服務維持6分鐘一班車，來往彩虹站至調景嶺站服務維持12分鐘一班車。
車站重開後站內多間商舖包括便利店、麵包店等未能正常營業。有便利店職員將所有飲品倒在水桶中，稱被暴雨浸過有細菌，故需要丟棄。有麵包店職員則將所有月餅丟棄，稱是公司安排。另外，站內的銀行櫃員機亦停止運作。

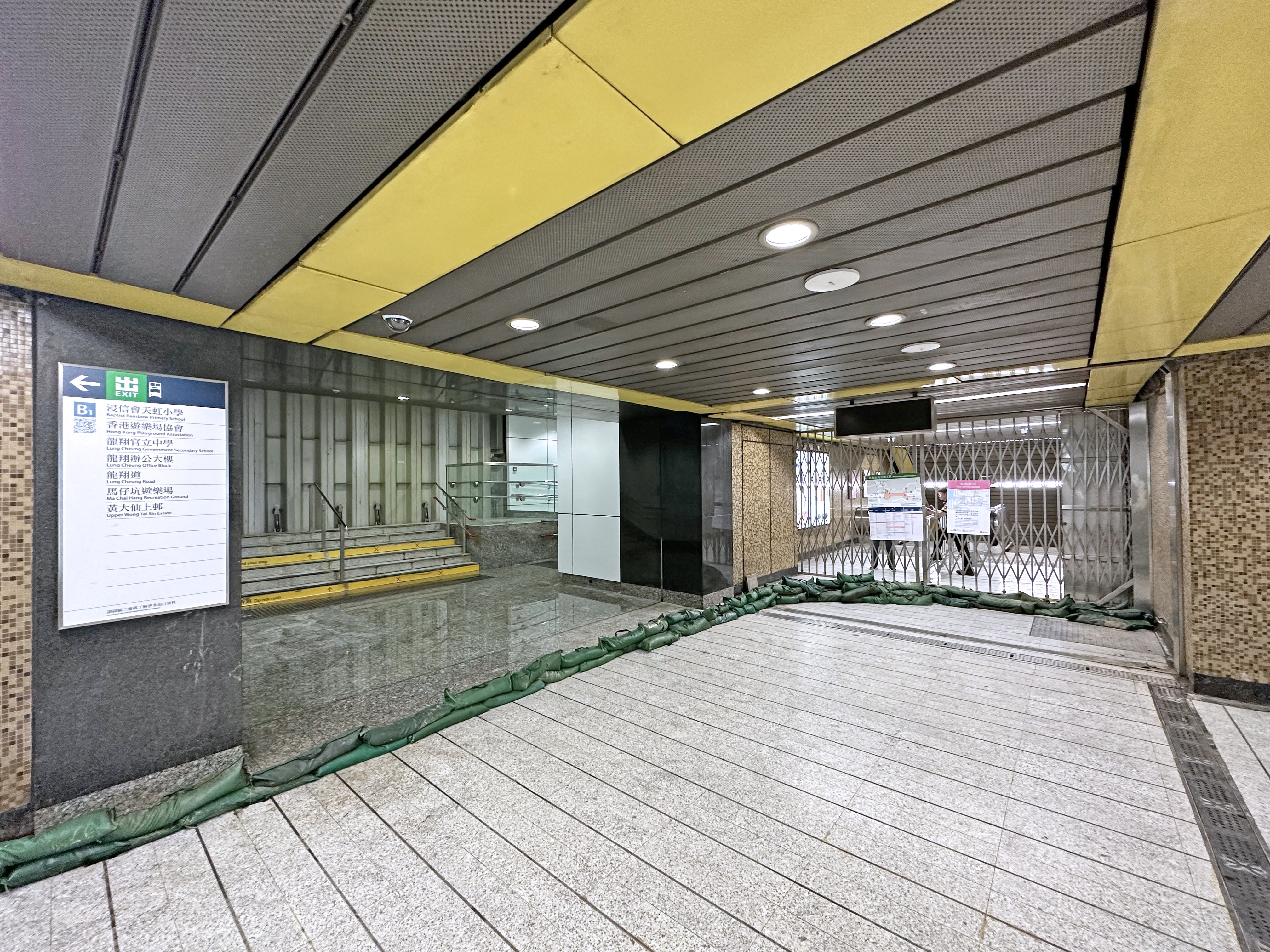
已加設水閘的B3出口
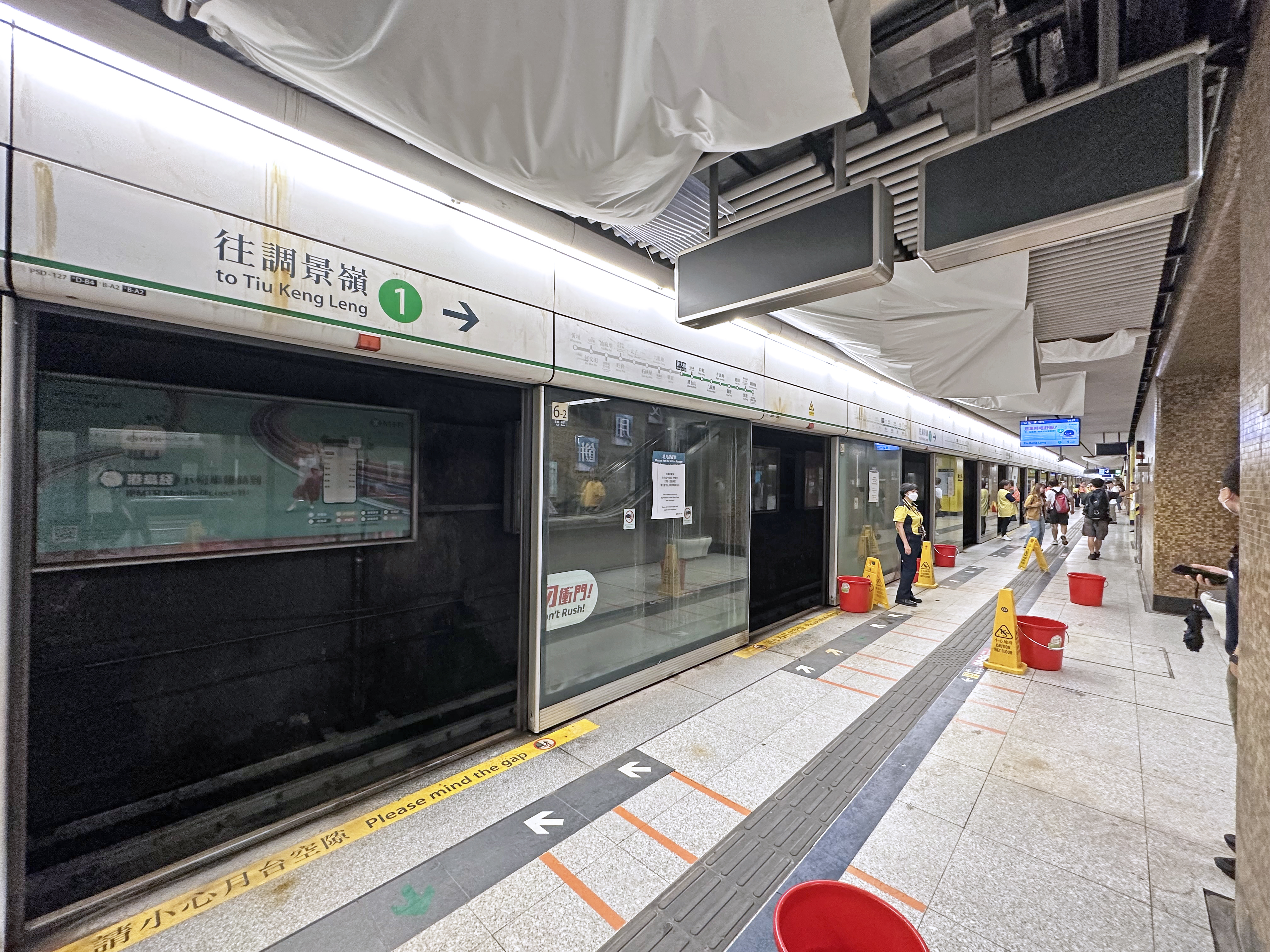
水浸過後車站月台頂部仍有輕微滴水，港鐵亦於現場設置多個紅色水桶；另外車站月台幕門亦因受到損壞而須維持打開狀態
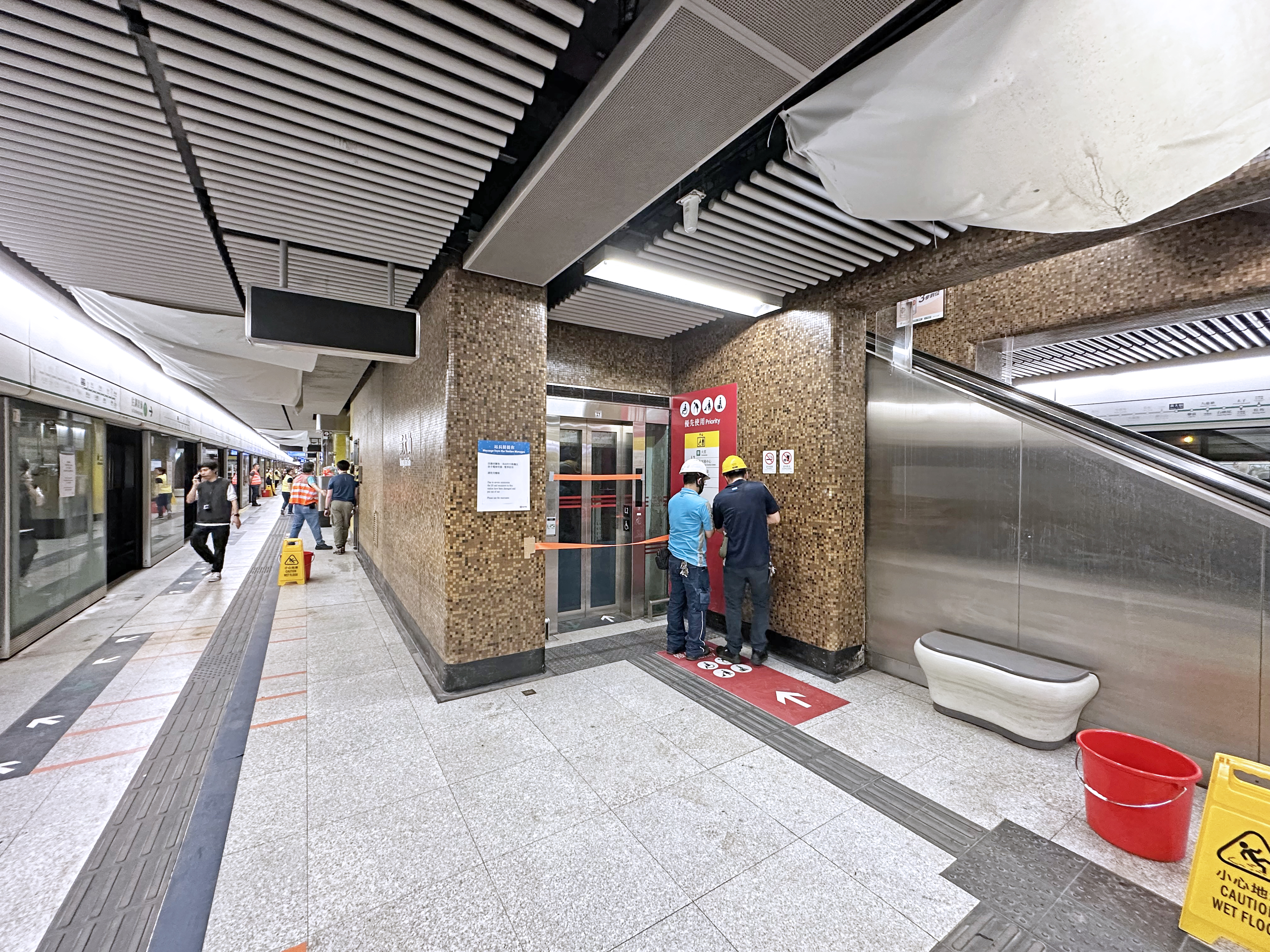
車站月台升降機受水浸影響而暫停使用
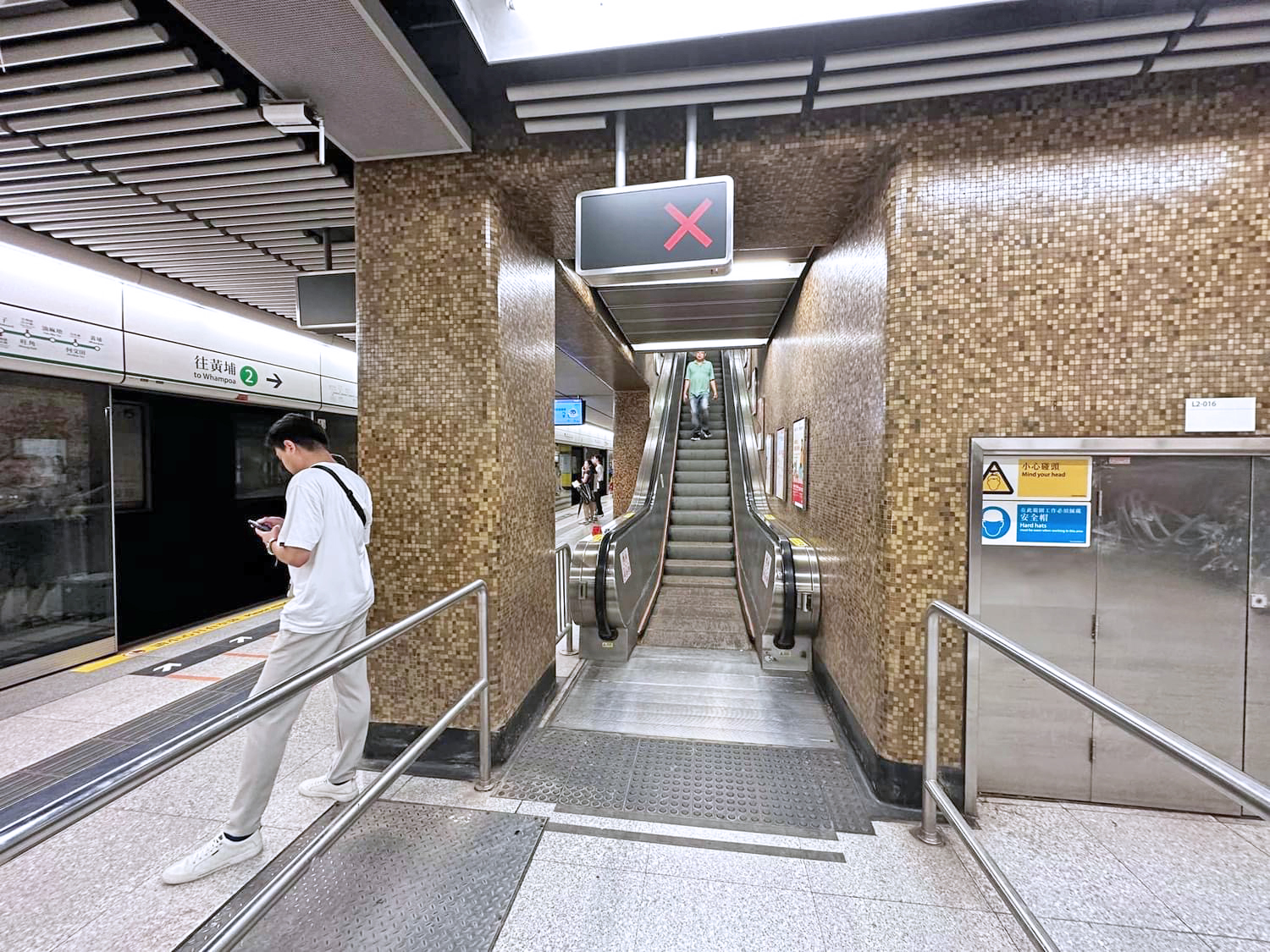
車站月台扶手電梯水浸受損而暫停使用

## 爭議

### 港鐵人員危險走入嚴重水浸隧道範圍
香港立法會鐵路事宜小組副主席張欣宇，批評港鐵公司管理層要求前線員工在雨勢最惡劣的情況下，到黃大仙站清走積水，漠視前線同事生命安危。張欣宇在社交網站上載的照片顯示，有多名戴頭盔的人員，手持工具在隧道內工作，水深及頸，只有頭部在水面。張欣宇指，在凌晨收到港鐵前線員工的崩潰求助，並指，除非遇上需要拯救生命，防止更大傷害的情況，否則不會接受任何同事冒生命危險，走入嚴重水浸隧道範圍。已即時聯絡港鐵高層，要求他們介入處理，並會就事件跟進到底。

### 港鐵罰款機制
運輸及物流局局長林世雄表示，根據港鐵現行機制，若港鐵服務延誤31分鐘以上，且事件屬港鐵可控制範圍內便需透過票價回贈罰款。但他指，若該事故導致服務延誤並非港鐵可控制範圍，則不會計算回贈，當局有待今次雨災事故調查完成，再與港鐵溝通。
他也表示，一般而言港鐵出入站設計較地面高兩三級，預防水浸。在黑色暴雨警告信號生效期間港鐵已嘗試安裝擋水板，但事出突然，雨水以迅雷掩耳不及的速度湧至，職員難以在安全的情況下在所有出入口安裝擋水板，所以職員決定立即從安全的出入口疏散站內乘客及關閉車站。他相信港鐵會總結經驗，以應對未來可能出現的惡劣天氣。

## 軼事
9月8日，網上流傳一條片長40秒的抖音影片，片中可見多名港鐵職員在站內以人鏈方式將淤泥逐袋運出地面，期間有人苦中作樂拍攝影片，為港鐵員工打氣，拍片者沿大堂C出口開始拍片，沿樓梯一直拍攝，拍片者詢問「你哋愛邊個？愛唔愛地鐵？」，但有人笑言「愛錢」。拍片者也笑言「地鐵公司萬歲」、「努力加油」、「辛苦晒」（辛苦了）等鼓勵員工，同時交代進度，「仲有3個鐘可以放你哋走，如果無意外」（沒意外的話，再三小時就能放你們走）。